# Kiens
Kiens ([kiə̯ns]; italienisch: Chienes) ist eine im Pustertal gelegene italienische Gemeinde mit 3037 Einwohnern (Stand 31. Dezember 2023) in Südtirol.

## Geographie

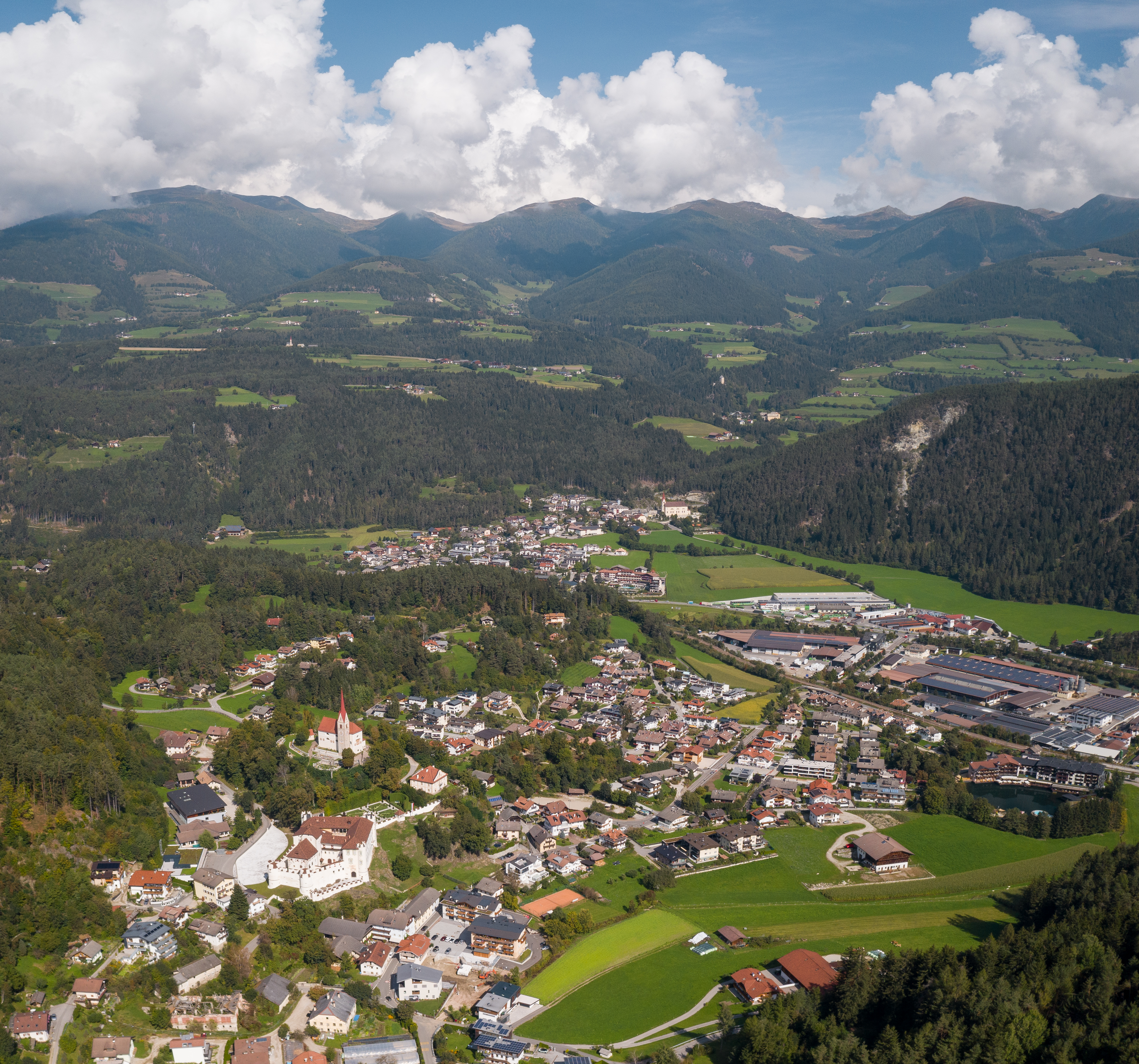
Blick von Süden auf Ehrenburg im Vordergrund und den dahinterliegenden Hauptort Kiens

Die Gemeinde Kiens befindet sich im unteren Pustertal nahe Bruneck im Nordosten Südtirols und reicht mit ihrer Gesamtfläche von 33,84 km² vom Talboden bis auf die Höhen der den Talzug begleitenden Bergkämme hinauf. Die größten dörflichen Siedlungen sind nahe dem Talboden des in Ost-West-Richtung verlaufenden Pustertals zwischen Vintl und St. Lorenzen aufgereiht. Auf Schwemmkegeln nördlich der Rienz liegen der Hauptort Kiens (770–860 m s.l.m.) und etwas westlich die Fraktion St. Sigmund (760–810 m), etwas versetzt gegenüber von Kiens und jenseits der Rienz befindet sich Ehrenburg (780–830 m).
Im Norden erstreckt sich das Gemeindegebiet mit einem schmalen Keil auf eine sonnenexponierte Mittelgebirgsterrasse zwischen Pfalzen und Terenten hinauf, wo die Fraktion Hofern (1110–1120 m) Platz findet, und weiter bis zu den Gipfeln jenes Kamms der Zillertaler Alpen bzw. Pfunderer Berge, der das Pustertal vom Mühlwalder Tal trennt und somit die Gemeindegrenze zu Mühlwald bildet. Hier erreicht Kiens am Mutenock mit 2484 m seinen höchsten Punkt. Auf der gegenüberliegenden Schattenseite des Pustertals, an den Nordhängen der Lüsner Berge (einer Untergruppe der Dolomiten), liegen die Höfe der Fraktion Getzenberg verstreut. Dahinter steigt das Gemeindegebiet weiter bis nahe an die Höhen der Rodenecker und Lüsner Alm an.

## Geschichte
Zwischen Kienser Vereinshaus und Issinger Weiher gab es in der Ur- und Frühgeschichte eine Siedlung und eine Wallburg. Auch auf dem Moarbühel gab es bereits Besiedlung. Auf dem Hinterbichl gab es einzelne kleine Gebäude aus der Römerzeit und einen Meilenstein.
Kiens wird ersturkundlich im Traditionsbuch des Hochstifts Freising in einer Aufzeichnung von 1005–1039 als „locus Kiehna“ genannt. Ein Adeliger namens Aribo übertrug hierbei dem Domkapitel von Freising Kiener Güter zum Unterhalt des Urbanaltars in der Freisinger Domkirche. In der Zeit um 1157–1164 übergab Bischof Hartmann von Brixen die Pfarre Chiens (parrochialem ecclesiam Chiens cum terminis suis et omni iure ecclesiastico celle, quę dicitur ad sanctę Marię gratias) dem Stift Neustift.
Die Gemeinde in ihrem heutigen Umfang geht auf das Jahr 1929 zurück, als Kiens um die bis dahin eigenständigen Gemeinden Ehrenburg, Getzenberg, Hofern und St. Sigmund vergrößert wurde.

## Politik
Bürgermeister seit 1952:
- Peter Gatterer: 1952–1969
- Rudolf Wierer: 1969–1974
- Bruno Falkensteiner: 1974–1990
- Karl Pfeifhofer: 1990–2000
- Reinhard Niederkofler: 2000–2015
- Andreas Falkensteiner: 2015–2025
- Markus Mitterhofer: seit 2025

## Bevölkerung
Kiens ist gemäß den erhobenen Sprachgruppenzugehörigkeitserklärungen bzw. Sprachgruppenzuordnungserklärungen eine weitgehend deutschsprachige Gemeinde. Als Berechnungsgrundlage der folgenden Prozentwerte wurden die gültigen Erklärungen von Personen mit italienischer Staatsbürgerschaft herangezogen.
| Sprache     | 1981    | 1991    | 2001    | 2011    | 2024    |
| ----------- | ------- | ------- | ------- | ------- | ------- |
| Deutsch     | 98,04 % | 98,26 % | 96,82 % | 96,73 % | 92,61 % |
| Italienisch | 1,38 %  | 1,24 %  | 2,41 %  | 2,32 %  | 6,11 %  |
| Ladinisch   | 0,58 %  | 0,50 %  | 0,77 %  | 0,95 %  | 1,28 %  |

## Verkehr

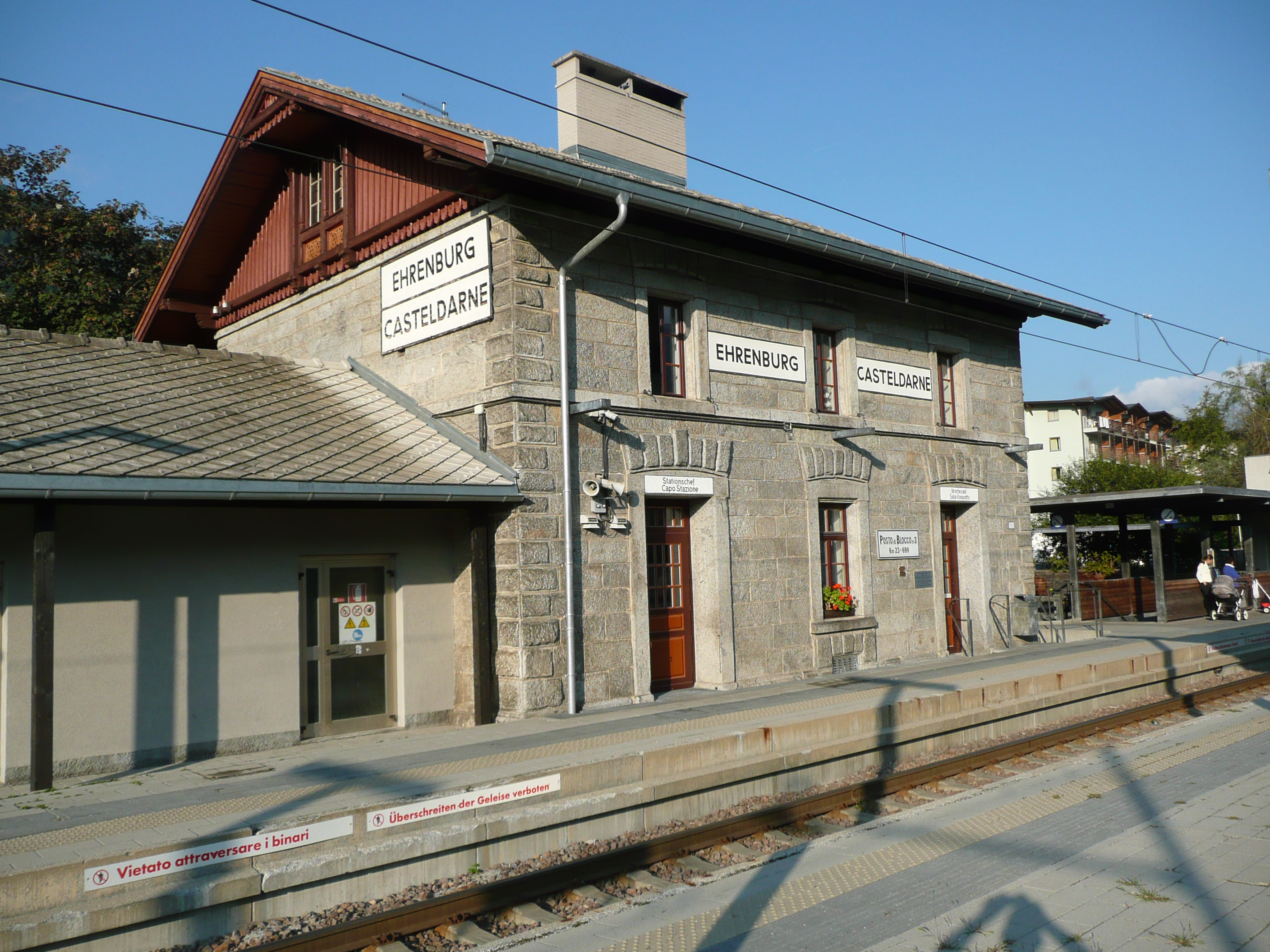
Bahnhof Ehrenburg

Die Gemeinde Kiens wird von der SS 49, der Pustertalbahn, die am Bahnhof Ehrenburg eine Zugangsstelle bietet, und der Radroute 3 „Pustertal“ durchquert.

## Bildung
Auf dem Gemeindegebiet befinden sich drei Grundschulen im Hauptort Kiens, in Ehrenburg und in St. Sigmund, die zusammen dem deutschen Schulsprengel der nahen Stadt Bruneck II angeschlossen sind.

## Sehenswertes
- Gotische Kirche in St. Sigmund mit Flügelaltar der Donauschule um 1440
- Schloss Ehrenburg in Ehrenburg (ursprünglich aus dem 12. Jahrhundert, Stammsitz der Grafen Künigl)
- Wallfahrtskirche Maria Himmelfahrt in Ehrenburg, erbaut Ende des 14. Jahrhunderts, um 1700 wurde der Innenraum barockisiert. In der Gruftkapelle befinden sich drei bemerkenswerte Madonnen-Darstellungen (u. a. die „Kornmutter“)

## Söhne und Töchter
- Luigi Perenni (1913–1943), italienischer Skisportler und Offizier
- Anna Rogler-Kammerer (* 1943), österreichische Künstlerin
- Walter Plaikner (* 1951), italienischer Rennrodler
- Paul Hildgartner (* 1952), italienischer Rennrodler